# Linea 161
La linea 161 (Ligne 161 in francese, Spoorlijn 161 in olandese) è una linea ferroviaria belga a scartamento ordinario lunga 60 km che unisce la capitale Bruxelles con la città di Namur.
Insieme alla contigua linea 162 costituisce il collegamento ferroviario diretto tra Bruxelles ed il Granducato del Lussemburgo.

## Storia
La costruzione di una ferrovia tra la capitale belga e il Lussemburgo venne approvata dal governo belga il 19 giugno 1846. Per costruire l'infrastruttura venne costituita un'apposita compagnia, la Grande compagnie du Luxembourg. Il primo troncone della linea, tra la stazione di Bruxelles-Lussemburgo e Rixensart, fu aperto il 12 agosto 1854, mentre il 23 agosto successivo fu aperto il tratto sino a La Hulpe. Il 14 giugno dell'anno seguente fu attivato il troncone quello fino a Gembloux e il 10 settembre successivo Rhisnes. Il 16 aprile 1856 infine venne raggiunta Namur. Il 23 settembre 1876 venne costruito il raccordo tra Bruxelles-Lussemburgo e la stazione di Bruxelles-Nord. Il 25 settembre 1874 fu attivato il segmento tra Bruxelles-Nord e Schaerbeek.
Tra il 1872 ed il 1878 la ferrovia venne raddoppiata. Nel 1956 fu elettrificata.